# Bor (Nový Kostel)
Bor (německy Haid) je zaniklá vesnice na území obce Nový Kostel, v k. ú. Bor u Kopaniny v okrese Cheb v Karlovarském kraji. Vesnice ležela 1,8 kilometru jihozápadně od Kopaniny, 3,8 kilometru jižně od Nového Kostela. V roce 1850 se stala osadou Nové Vsi, v roce 1960 bylo území připojeno k obci Milhostov. Úředně byla vesnice zrušena v roce 1980.
Bor (Bor u Kopaniny) je také název katastrálního území o rozloze 2,96 km².

## Historie
První písemná zmínka o vesnici pochází z roku 1260, kdy je zmiňována v listině ve které fojt Heinrich von Plauen daruje desátky ze vsi klášteru ve Waldsassenu. Místním statkům patřily pozemky o rozloze 300 ha. Vlastnily je chebské klarisky a město Cheb. V roce 1424 je zde uváděno osm velkých dvorů a jeden malý statek. Vesnice ležela při okraji rybniční oblasti, která sahala až k Horce a Hluboké, kde ještě koncem 18. století bylo 170 rybníků. V roce 1831 byl u statku č. 10 v Boru postaven 18 metrů vysoký větrný mlýn. Ten byl roku 1938 rozebrán a přemístěn do vesnice Kostelní.
V roce 1850 se stal Bor osadou obce Kopanina. Po postavení silnice z Mostku do Mlýnku v roce 1905 stal se Bor dopravním uzlem. K Boru náležel i mlýn na říčce Plesná u cesty do Mlýnku. Hrázděná budova mlýna vyhořela v roce 1911 a mlýn už nebyl obnoven. Po druhé světové válce postihl vesnici odsun německého obyvatelstva a po válce došlo k částečnému dosídlení.
Po roce 1950 začal však v Boru výrazně klesat počet obyvatel a národní výbor v Kopanině začal s demolicemi prvních opuštěných a devastovaných statků. V roce 1970 stálo ve vesnice již jen pět domů a po začlenění Kopaniny a Boru do Nového Kostela v roce 1976 došlo k demolici posledních domu. K 1. červenci 1980 byla vesnice Bor oficiálně zrušena. Na místě původní vesnice se nachází jen několik zavalených a zdevastovaných původních sklepů a staré ovocné stromy. Poslední stojící stodola, pozůstatek statku č. 7, zanikla na přelomu let 1999 a 2000.
V letech 1869–1910, 1921–1930 a 1950–1975 byl Bor pod názvem Haid osadou obce Frauenreuth (Kopanina), od 1. ledna 1976 do 30. června 1980 částí obce Nový Kostel.

## Přírodní poměry
Území zaniklé vesnice se nachází v Chebské pánvi nad levým břehem Plesné. Do území zaniklé vesnice zasahuje národní přírodní památka Bublák a niva Plesné, vyhlášená v roce 2017.

## Obyvatelstvo
Při sčítání lidu v roce 1921 zde žilo 75 obyvatel, všichni německé národnosti, kteří se hlásili k římskokatolické církvi.
| Rok            | 1869 | 1880 | 1890 | 1900 | 1910 | 1921 | 1930 | 1950 | 1961 | 1970 | 1980 | 1991 | 2001 | 2011 |
| -------------- | ---- | ---- | ---- | ---- | ---- | ---- | ---- | ---- | ---- | ---- | ---- | ---- | ---- | ---- |
| Počet obyvatel | 135  | 115  | 101  | 97   | 94   | 75   | 86   | 40   | 21   | 29   | —    | —    | —    | —    |
| Počet domů     | 15   | 16   | 16   | 16   | 16   | 15   | 14   | 9    | —    | 5    | —    | —    | —    | —    |